# فرق سر
قسمت قبه‌مانند فوقانی جمجمه که از اتصال قسمت‌های فوقانی استخوان‌های پیشانی، آهیانه و پس‌سر تشکیل یافته، فرق سر (Calvaria) نام دارد.
قسمت قدامی فرق سر (کالواریا) توسط استخوان پیشانی به وجود می‌آید. دو استخوان آهیانه نیز در قسمت خلفی استخوان پیشانی قسمت عمده سقف فرق سر را می‌سازند. استخوان پس سری نیز قسمتی از خلف و کف خلفی فرق سر را به وجود می‌آورد.
استخوان‌های گیجگاهی در دو سوی سر دیواره‌های جانبی فرق سر را به وجود می‌آورند. استخوان‌های پرویزنی و پروانه‌ای نیز در ساختمان کف فرق سر شرکت دارند.